# Fernando Morientes
Fernando Morientes Sánchez (Cilleros, Cáceres, Španjolska, 5. travnja 1976.) je španjolski nogometni trener i umirovljeni nogometaš.
Ranije je igrao za Liverpool, Monaco, Albacete, Real Zaragozu, a najviše je nastupa sakupio u dresu Real Madrida, gdje je igrao između 1997. i 2005. s kojima je bio član momčadi kada su između 1998. i 2002. tri puta osvajali UEFA Ligu prvaka, a s Monacomm je bio finalist 2004. Uz to La Ligu je osvajao dva puta, s momčadi Real Madrida.